# 維曼島
維曼島（英語：Newman Island）是南極洲的島嶼，位於瑪麗伯德地，處於尼克森冰架，長15英里，美國地質調查局根據美國海軍拍攝的空中照片繪入地圖，現時由南極條約體系管理。